# Аджа Лябіб
Аджа Лябіб (фр. Hadja Lahbib; нар. 21 червня 1970, Буссу, Валлонія, Бельгія) — бельгійська журналістка, телеведуча, режисерка та політична діячка, міністр закордонних справ Бельгії з 15 липня 2022 по 30 листопада 2024, єврокомісар з питань гуманітарної допомоги, готовності до кризових ситуацій та управління ними, цивільного захисту та рівності з 1 грудня 2024. У липні 2021 в ролі режисерки всупереч українському законодавству відвідувала окупований Крим; із призначенням на нову посаду міністерки закордонних справ факт відвідин набув розголосу, за що 31 серпня 2022 міністр вибачилась та запевнила у своїй підтримці позиції України.

## Ранні роки
Народилася 21 червня 1970 року в комуні Буссу, поблизу міста Монс, в родині алжирських кабілів, які сповідували іслам і виховували п'ятьох дітей. Імігрувавши з Алжиру до Бельгії у 1947 році, її батько працював шахтарем. Родина Лябіб багато переїжджала і зрештою оселилася в комуні Сен-Жосс Брюссельського столичного регіону. Навчалася у католицькій початковій школі св. Томи Аквінського в Маролен, де швидко продемонструвала значні інтелектуальні здібності. У 18 років Аджа залишила сімейний дім.

## Кар'єра журналістки
У 1993 році вона завершила навчання на факультеті журналістики Вільного університету Брюсселя. Її дипломна робота була присвячена історіографії алжирської війни, з текстом якої познайомила свого батька. Того ж року приєдналася до телевізійної станції RTL-TVI у Льєжі. З 1997 почала працювала журналісткою на Бельгійському радіотелебаченні французької спільноти (RTBF), де протягом двох десятиліть поєнувала представлення телевізійних новин та польову журналістику як міжнародна репортерка. Будучи спеціальним кореспондентом у період з 2000 по 2009 регулярно їздила в зони конфлікту на Близькому Сході та в Афганістані, на основі яких створила декілька документальних фільмів на культурну та соціальну проблематику. Також працювала на ARTE і TV5 Monde.
У травні 2013 року вона представила фінал конкурсу імені королеви Єлизавети.
Протягом 2021 року вела колонку «Et à part ça?» («І що ще?») в журналі Le Vif.

## Політична кар'єра

### Міністр закордонних справ
До свого призначення міністром закордонних справ 15 липня 2022 року Лябіб не була політично активною та не була членом Реформаторського руху (MR), лідер якого Жорж-Луї Буше несподівано висунув її на цю посаду. Частина членів партії залишилися обуреними таким призначенням. Раніше Софі Вільмес пішла у відставку через сімейні обставини. На пресконференції, на якій було представлено Лябіб, вона сказала про свою політичну позицію наступне: «Je ne suis ni de gauche, ni de droite, je suis fondamentalement libre» (укр. «Я не ліва, не права, я фундаментально вільна»).

### Єврокомісарка
Президент Реформаторського руху (MR) Жорж-Луї Буше запропонував Лябіб як бельгійського кандидата на місце Дідьє Рейндерса у другій комісії фон дер Ляєн після того, як пропустив крайній термін 31 серпня, встановлений раніше президентом комісії. 17 вересня 2024 року Урсула фон дер Ляєн висунула Аджу Лябіб на посаду єврокомісара з питань гуманітарної допомоги, готовності до кризових ситуацій та управління ними, цивільного захисту та рівності. Ця номінація відповідала прагненню фон дер Ляєн досягти кращого гендерного балансу в Єврокомісії, про що вона неодноразово заявляла, закликаючи держави-члени пропонувати більше жінок на посади єврокомісарів.
У січні 2025 року вона зустрілася з президентом Сирії Ахмедом аш-Шараа, лідером сунітського ісламістського угруповання Хаят Тахрір аш-Шам.

## Відвідини окупованого Криму
У кінці липня 2021 року Аджа Лябіб відвідувала окупований Крим. На своїх сторінках в Instagram та Facebook вона публікувала світлини Севастопольської бухти, Лівадійського палацу, будинок-музею Чехова у Ялті, а також фрагменти хореографічного виступу з фестивалю «Глобальные ценности», який організовує Севастопольський академічний російський драматичний театр імені Луначарського. Після поїздки її розпитували на телебаченні про статус Криму, Лябіб чітко не відповіла та пізніше побіжно використала фразу, що їздила «у Росію». Вона зазначала, «щоб приземлитися в аеропорту Сімферополя, потрібна російська віза» та показала коментар жителя з бухти Севастополя, який нібито казав, що «у Криму завжди була російська культура і жодного зв'язку з українською», проте додала, що відповідь була би іншою, якби вона простягнула мікрофон кримському татарину або українцю. Як саме Лябіб потрапила до Криму залишається невідомо.
27 липня 2022 року речник МЗС України Олег Ніколенко прокоментував поїздку Лябіб, зазначивши, що міністерство веде діалог із бельгійською стороною з цього питання дипломатичними каналами.
28 липня 2022 року, у День Української Державності, Лябіб написала листа міністру закордонних справ України Дмитрові Кулебі, у якому наголосила на тому, що Крим і Донбас належать Україні, однак жодним чином не згадала про свою минулорічну поїздку на півострів. Водночас вона висловила сподівання, що найближчим часом зможе відвідати Київ.
31 серпня 2022 року, за результатами зустрічі міністрів закордонних справ, Аджа Лябіб вибачилась за відвідування окупованого Криму супереч українському законодавству, особисто запевнила про свою підтримку та готовність Бельгії сприяти поверненню миру та відбудові України.

## Відзнаки
- Нагорода парламенту Французької спільноти Бельгії (2001)
- Почесна громадянка міста Льєж (2011)[16]
- Брюсселька року у категорії «суспільство» (2013)[17]
- African award (2019)[9]

## Твори

### Фільмографія
- 2007: Afghanistan. Le choix des femmes
- 2008: Le cou et la tête — Kenya
- 2015: Patience, patience t'iras au paradis!